# 岡田充
岡田 充（おかだ たかし、1948年4月4日 - 2024年4月21日）は、日本のジャーナリストで拓殖大学客員教授、共同通信客員論説委員。

## 経歴
北海道に生まれ、東京で育つ。衆議院副議長を2期務めた日本社会党の代議士である2代目岡田春夫の次男。兄は第二東京弁護士会所属の弁護士岡田宰。
1972年慶應義塾大学法学部卒業後、共同通信社に入社。香港・モスクワ・台北の各支局長、編集委員、論説委員を経て、2008年から共同通信客員論説委員、桜美林大学非常勤講師、法政大学兼任講師を歴任。

## 主張

### 日本による対韓輸出優遇撤廃に反対する<声明>「韓国は『敵』なのか」呼びかけ人
日本が2019年7月に安全保障の理由から韓国向けの半導体素材の輸出管理を強化、8月に優遇措置の対象国であるホワイト国から韓国を除外することを決定したことに反対する<声明>「韓国は『敵』なのか」の呼びかけ人の1人である。

### 日本の対米・対中姿勢について
2021年5月19日、中国共産党の機関紙『人民日報』傘下の『環球時報』の取材に対し、次のように述べている。
- 日本のマスコミは米国の主張に甘い一方で、中国については事実を確認せずに恣意的な批判報道をおこなっているとしている[3]。
- 日米両国の対中姿勢については、「米国は中国を『唯一の競争相手』として、同盟国に米国か中国かの選択を迫っている」結果、日米は「中国叩き」に立つことで一致し、「その結果、日米共同声明に台湾地区問題を明記し、香港地区、ウイグル問題という中国内政について懸念を表明したが、これらが『中日共同声明』に違反している意識は世論にはほとんどない」と批判している[4]。
- 日本の対中感情悪化については、「中国がコロナ禍抑制にいち早く成功する一方、日本は2021年1-3月期のGDP成長率が5.1%減と、戦後最悪の状況を記録した。ワクチン接種が遅れていることもあり、コロナ抑制のめども立たない。コロナが日中両国の国力差を拡大したのだが、多くの日本人は日中の逆転という現実を受け入れたがらず、それが中国に対する『怨嗟』の感情を煽り立てる心理的背景になっている。中国が強くなればなるほど中国への悪感情が世論調査に表れる。言論NPOが発表する世論調査で日本人の中国イメージが好転しないのも、それを裏付けている」と述べている[4]。

### ジェフリー・サックスとウィリアム・シャバスによる新疆ウイグル自治区におけるジェノサイド認定撤回主張の称賛・支持
2021年4月20日、ジェフリー・サックスとウィリアム・シャバス（ミドルセックス大学）が『PROJECT SYNDICATE』に寄稿し、アメリカ国務省が中国政府による新疆ウイグル自治区におけるウイグル人抑圧を「ジェノサイド」であり、かつ「人道に対する罪」に認定したことを「薄っぺらい」と批判し、アメリカ国務省から提供されたジェノサイドの証拠は何もないとして、「アメリカ国務省がジェノサイドの告発を立証できない限り、告発を撤回すべきである」と主張していることを、『ビジネスインサイダー』の連載で称賛・支持し、「米政府のジェノサイド認定をそのまま引用し、検証抜きに『既定の事実』であるかのように中国を非難している。さらにメディアの記事や動画でも、ジェノサイドという言葉を『カッコなし』で（米政府の主張にすぎないことを明確に示さず）報道するケースが出てきている」と批判している。

### 新疆ウイグル自治区におけるジェノサイド否認
2021年5月、中国の新疆ウイグル自治区で多数のウイグル人が新疆ウイグル再教育収容所に収容されてジェノサイドが発生しているという欧米諸国からの批判について（「ウイグル人大量虐殺」も参照）、中国共産党の機関紙『人民日報』傘下の『環球時報』の取材を受けて、「（日本のメディアは）米国の主張については甘く、一方的な情報に基づく恣意的な中国非難をするという悪い癖がある」「日本のメディアの記事や動画でも、ジェノサイドという言葉を『カッコなし』で表記し、それが米国政府の主張にすぎないことを明確に示さず報道するケースが増えている。米国の主張には甘く、中国批判については事実を確認せずに大きく扱う『書き得』の空気がメディアを覆っている」と述べている。

## 著作
- 『尖閣諸島問題ー領土ナショナリズムの魔力』2012/12/01 蒼蒼社
- 『中国と台湾ー対立と共存の両岸関係』2003/2 講談社現代新書
- 『一人ひとりが声をあげて平和を創る』 一人ひとりが声をあげて平和を創る メールマガジン「オルタ広場」
- 『21世紀中国総研-海峡両岸論』 21世紀中国総研-海峡両岸論